# Castelo de Pannonie
O Château de la Pannonie é um castelo na comuna de Couzou, no departamento de Lot, na França.
Ele está classificado desde 1992 como um monumento histórico pelo Ministério da Cultura da França.